# Seia
Seia là một huyện thuộc tỉnh Guarda, Bồ Đào Nha. Huyện này có diện tích 436 km², dân số thời điểm năm 2001 là 28144 người.